# 方州
方州，是北周及隋朝的州，为北周取秦郡改置。大定元年（581年）统六合郡(堂邑县、尉氏县、方山县)和石梁郡(石梁县)。开皇四年（584年）改尉氏县为六合县，省堂邑县、方山县并于六合县。大业元年（605年），废方州，置江都郡。